# Кухарёво (Псковская область)
Кухарёво — деревня в Невельском районе Псковской области России. Входит в состав Ивановской волости. 

## География
Расположена на северо-восточной границе города Невель. 

## Население
| 2001 | 2002 | 2010 |
| ---- | ---- | ---- |
| 73   | ↗77  | ↘71  |

Численность населения деревни по оценке на начало 2001 года составляла 73 человека.